# Anders Nielsen (fodboldspiller, født 1970)
 For alternative betydninger, se Anders Nielsen. (Se også artikler, som begynder med Anders Nielsen)
Anders Nielsen (født 6. december 1970) er en dansk fodboldspiller, der spillede for en række belgiske klubber. Han har senest været træner for BK Marienlyst.

## Klubkarriere
Han startede sin karriere som amatør i Danmarksserieklubben Nakskov BK og 2. divisionsklubberne Helsingør IF og Hellerup IK.

### Belgien
Han skiftede i 1994 til belgisk fodbold, hvor han spillede professionelt for K. Sint-Truidense V.V., Club Brugge K.V., K.A.A. Gent, Royal Antwerp FC, K. Beringen-Heusden-Zolder, K.V. Red Star Waasland og JV De Pinte. Mens han spillede for Gent, blev han udlejet til AC Omonia, som han vandt Cyperns førstedivision i fodbold 2000-01 med, og AGF.
Han stoppede sin aktive karriere i 2007.

## Landsholdskarriere
Han spillede en kamp for Danmarks B-fodboldlandshold den 13. august 1996, da han startede inde og spillede i første 72 minutter i en kamp mod Sverige.

## Trænerkarriere
Han blev i 2009 deltidstræner i Odense Boldklub. Han var samtidig salgskonsulent i BK Marienlyst. I 2011 blev han fuldtidstræner i BK Marienlyst. Han droslede ned i løbet af 2014-15-sæsonen og stoppede i sommeren 2015.